# بارتلمی بوگاندا
بارتلمی بوگاندا (انگلیسی: Barthélemy Boganda؛ ۴ آوریل ۱۹۱۰ – ۲۹ مارس ۱۹۵۹) یک سیاست‌مدار و کشیش اهل فرانسه بود.